# Intento de golpe de Estado en Haití de 1958
El intento de golpe de Estado en Haití de 1958 tuvo lugar entre el 28 y 29 de julio de 1958, cuando el militar Alix "Sonson" Pasquet, acompañado de dos oficiales militares haitianos y cinco mercenarios estadounidenses, intentó derrocar al presidente haitiano François Duvalier tomando un cuartel del ejército en Puerto Príncipe y reuniendo a personas de ideas afines para realizar un ataque al palacio presidencial. El apoyo esperado no se materializó y los ocho insurgentes fueron asesinados por tropas leales a Duvalier.
Los artículos de los periódicos contemporáneos a veces se referían al intento de golpe como "la invasión de Pasquet" o "la invasión del alguacil" (ya que algunos de los estadounidenses involucrados eran ex ayudantes del alguacil).

## Antecedentes
François Duvalier fue elegido presidente de Haití en septiembre de 1957. Médico y exministro de Salud, muchos haitianos lo vieron inicialmente como un reformador populista; sin embargo, pronto comenzó a mostrar el comportamiento típico de un autócrata. Se prohibieron los partidos políticos rivales y se cerraron los periódicos independientes. Los mulatos de raza mixta, que formaban gran parte de la clase alta de Haití, y que fueron una fuente de gran parte de la oposición a Duvalier, fueron hostigados, arrestados u obligados a exiliarse con frecuencia.
Entre los exiliados se encontraban tres ex oficiales del ejército haitiano: el capitán Alix "Sonson" Pasquet, el teniente Phillipe "Fito" Dominique y el teniente Henri "Riquet" Perpignan.
Pasquet era un aviador que había entrenado y servido en combate con los aviadores de Tuskegee durante la Segunda Guerra Mundial. Provenía de una prominente familia mulata y también había sido un jugador estrella en la selección nacional de fútbol de Haití. Dominique y Perpignan también eran oficiales de origen mulato. Dominique era el cuñado de Pasquet.
Desde el exilio en Miami, Florida, Pasquet lideró un movimiento político para derrocar a Duvalier y restaurar el orden social tradicional de Haití. Al mismo tiempo, él, Dominique y Perpignan comenzaron a tramar un ataque directo contra el gobierno de Duvalier. Aunque el gobierno estadounidense apoyó tibiamente al anticomunista Duvalier, los exiliados se hicieron amigos de cinco mercenarios estadounidenses que estaban dispuestos a acompañarlos en una misión a Haití. Los estadounidenses, Arthur Payne, Dany Jones, Levant Kersten, Robert F. Hickey y Joe D. Walker, estaban intrigados por la promesa de la aventura y un resultado posiblemente muy lucrativo. Un yate capitaneado por Walker, el Molly C, los llevaría a Haití.
El plan de Pasquet era aterrizar cerca de la capital haitiana Puerto Príncipe, apoderarse de Casernes Dessalines (un cuartel del ejército cerca del Palacio Nacional) y desde allí convocar a viejos amigos en las unidades militares en las que había servido. Conocía bien la zona y confiaba en que muchos oficiales y tropas se unirían rápidamente a la causa anti-Duvalier. Usando el gran alijo de armas y municiones almacenadas en Casernes Dessalines, luego tomarían el Palacio y otras instalaciones clave.
Los ocho invasores bien armados partieron de Miami a bordo del Molly C alrededor del 25 de julio de 1958.

## Desarrollo
En la tarde del 28 de julio de 1958, el yate de los insurgentes llegó frente a Montrouis, en un área conocida como Déluge, a unas cuarenta y cinco millas al norte de Puerto Príncipe. Los tres haitianos, en uniforme militar, y los cinco estadounidenses, vestidos como turistas, comenzaron a transferir armas y suministros de la Molly C a una pequeña cabaña en la playa. Fueron observados por campesinos locales, quienes alertaron al cuartel general del distrito militar de St. Marc. Esa noche, los rebeldes dispararon contra un oficial haitiano y tres soldados que llegaron en un jeep para investigar; un soldado murió en el acto y los otros tres resultaron heridos, todos muriendo más tarde. Uno de los estadounidenses, Arthur Payne, ex ayudante del sheriff del condado de Miami-Dade, resultó herido en la pierna. Tomando el jeep, Pasquet y sus hombres comenzaron a conducir a Puerto Príncipe.
En el camino a la capital, los rebeldes hicieron señas y se apoderaron de un tap tap que pasaba. Al llegar al cuartel de Dessalines alrededor de las 10 de la noche, Pasquet se abrió paso entre los centinelas, diciendo que estaba entregando prisioneros. Sin embargo, al poco tiempo, el tap tap y sus ocupantes atrajeron la atención de la guarnición y estallaron los disparos. Tres soldados haitianos recibieron disparos y unos 50 más, la mayoría de los cuales dormían, fueron puestos bajo vigilancia, con oficiales siendo atados a sillas.
Pasquet se sintió decepcionado al enterarse de que no había entusiasmo entre los soldados por un levantamiento contra Duvalier y de que la mayoría de las armas que normalmente se almacenaban en Casernes Dessalines se habían trasladado recientemente al Palacio Nacional. En lugar de liderar un asalto inmediato al palacio, entró en la oficina del comandante y comenzó a hacer llamadas telefónicas a amigos en el ejército, ninguno de los cuales, para su creciente consternación, mostró interés en unirse a él.
Los disparos, y las llamadas telefónicas de Pasquet, alertaron a Duvalier de que había problemas en el cuartel, pero inicialmente no tenía idea del alcance del levantamiento y, según los informes, preparó a su familia para la evacuación a la embajada de Liberia. Llamando por teléfono al comandante del cuartel de Dessalines, en cambio consiguió a Pasquet, quien enfureció a Duvalier exigiendo que se rindiera de inmediato.
En una historia de veracidad incierta que más tarde se divulgó ampliamente, uno de los conspiradores (generalmente identificado como Perpignan) estaba tan ansioso por disfrutar de su mezcla favorita de tabaco local que le dio algo de dinero a un soldado mulato y lo envió a una tienda cercana a comprar un paquete de cigarrillos "Splendide". El soldado, supuestamente el conductor personal de Duvalier, corrió de inmediato al Palacio Nacional, donde informó a la Guardia Presidencial que los rebeldes eran solo ocho, uno de ellos herido. El pequeño tamaño de la fuerza rebelde fue confirmado por otros soldados que lograron escapar del cuartel.
Mientras Pasquet pedía ayuda frenéticamente, el presidente Duvalier se puso el uniforme, el casco y el cinturón de pistola y comenzó a reunir a sus seguidores; mientras tanto, varios oficiales del ejército ya habían comenzado a rodear y sellar Casernes Dessalines, colocando ametralladoras pesadas en posiciones clave alrededor de la instalación.
Al amanecer del 29 de septiembre comenzó el contraataque del ejército haitiano y, según los informes, Pasquet murió por la explosión de una granada mientras todavía usaba el teléfono en la oficina del comandante. Perpignan murió cuando intentaba huir por la parte trasera del edificio; el estadounidense herido, Arthur Payne, supuestamente trató de afirmar que era un periodista estadounidense antes de recibir un disparo, y Levant Kersten pudo haber logrado mezclarse brevemente con la creciente multitud de civiles antes de ser visto y asesinado. Dominique y el capitán del Molly C, Joe Walker, fueron encontrados en el cuartel acribillados a balazos. Los ocho rebeldes fueron asesinados.

## Consecuencias
Pasquet y sus hombres habían calculado mal el estado de ánimo del público y el ejército haitianos. Si bien las tendencias dictatoriales de Duvalier se estaban volviendo cada vez más claras, después de un largo período de agitación política, todavía se lo consideraba una fuerza poderosa para la estabilidad y la unidad. Los cuerpos de algunos de los golpistas fueron arrastrados por las calles de Puerto Príncipe ante multitudes que vitoreaban, y Duvalier fue fotografiado en uniforme y aclamado en la prensa haitiana por haber liderado el contraataque contra los golpistas.
El de Pasquet fue el primero de muchos intentos de golpe contra el gobierno de Duvalier. Tuvo el efecto de profundizar el miedo de Duvalier a cualquier disidencia y lo inspiró a crear las Milicias de Voluntarios de Seguridad Nacional, los llamados "Tonton Macoutes", que aterrorizarían a Haití durante las próximas décadas.
Después de la era Duvalier, 'Sonson' Pasquet llegó a ser visto en Haití como una figura tonta y galante. En 1973, su hijo, también llamado Alix Pasquet, se casó y tuvo dos hijos con Michèle Bennett, quien más tarde se casó y tuvo dos hijos con el hijo de Francois Duvalier y futuro presidente, Jean-Claude Duvalier.